# 昭和歌謡大全集 (小説)
『昭和歌謡大全集』（しょうわかようだいぜんしゅう）は、村上龍による小説、および2003年11月8日公開の日本映画である。
1997年には、演出蜷川幸雄、脚本清水邦夫で舞台化もされている。

## 概要
原作の小説は、1994年に『週刊プレイボーイ』（集英社）で連載開始と同時に物議を醸した。
舞台は東京都調布市。昭和の歌謡曲を愛する、6人の冴えない青年と、6人のバツイチ・オバサン集団の殺し合い合戦を描いた作品である。
本作の登場人物であるイシハラとノブエは、村上の2005年の小説『半島を出よ』（幻冬舎）に再登場している。

## 書誌情報
- 単行本
  - 集英社、1994年3月、ISBN 978-4087801200
- 文庫
  - 集英社文庫、1997年1月、ISBN 978-4087485677
  - 幻冬舎文庫、2001年6月、ISBN 978-4344401259

## あらすじ
イシハラら6人の若者は共通の話題も趣味もなく、なんとなく集まっては深夜にパーティを行い、そこで昭和の歌謡曲を歌うのを楽しみにしていた。ある日、仲間の一人･スギオカが路上で女性を殺害する。殺されたのはヤナギモトミドリ。彼女の仲間であるスズキミドリら5人のオバサンたちは同じミドリという名前からミドリ会というグループを作っていた。仲間を殺されたミドリ会は現場に残された遺留品から犯人･スギオカを特定し“復讐”を決行する。後日、スギオカが殺害された現場を見物していたイシハラはスガコという目撃者の女性から事件の一部始終とミドリ会の存在を知らされる。スギオカの復讐を誓う若者たちは怪しげな金物店で拳銃･トカレフを入手。こうして、若者とオバサンたちの壮絶な復讐劇が始まった。

## 映画

### キャスト
- イシハラ：松田龍平
- スギオカ：安藤政信
- ノブエ：池内博之
- ヤノ：斉藤陽一郎
- スギヤマ：村田充
- カトウ：近藤公園
- スズキミドリ：樋口可南子
- タケウチミドリ：森尾由美
- トミヤマミドリ：細川ふみえ
- イワタミドリ：鈴木砂羽
- ヤナギモトミドリ：内田春菊
- ヘンミミドリ：岸本加世子
- スガコ：市川実和子
- サカグチ：古田新太
- 金物屋の店主：原田芳雄
- 刑事：寺田農
- 自転車屋：ミッキー・カーチス
- パイロット：津田寛治
- 千石規子
- 鰐淵晴子
- 内田朝陽
- 水木薫
- 小市慢太郎
- サード長嶋
- 木下ほうか
- 山中聡
- 土屋久美子
- 黄川田将也
- 眞島秀和
- 氏家恵
- 永嶋美佐子

ほか

### スタッフ
- 監督 - 篠原哲雄
- 脚本 - 大森寿美男
- 音楽 - 池頼広
- 撮影 - 高瀬比呂志
- 編集 - 深野俊英
- 照明 - 赤津淳一
- 美術 - 小澤秀高
- 技斗 - 斎藤英雄
- カースタント - アクティブ21
- 視覚効果 - 橋本満明
- 音響効果 - カモメファン
- 現像 - IMAGICA
- 音源協力 - 第一興商
- プロデューサー - 藤田義則、原田文宏、渡辺正子
- 制作協力 - 日活撮影所、フェローピクチャーズ

### 劇中に登場する歌謡曲
- 白い蝶のサンバ
- また逢う日まで
- 恋の季節
- 君といつまでも
- 星の流れに
- チャンチキおけさ
- 有楽町で逢いましょう
- 錆びたナイフ
- 骨まで愛して
- アカシアの雨がやむとき